# Lycaena eleuscaeruleopunctata
Lycaena eleuscaeruleopunctata är en fjärilsart som beskrevs av Tutt 1906. Lycaena eleuscaeruleopunctata ingår i släktet Lycaena och familjen juvelvingar. Inga underarter finns listade i Catalogue of Life.